# Каррингтон, Алан
Алан Ка́ррингтон (англ. Alan Carrington; 6 января 1934, Гринвич — 31 августа 2013, Уинчестер) — английский учёный-физикохимик, один из наиболее известных спектроскопистов Великобритании XX века.

## Биография

### Происхождение и ранние годы жизни
Алан Каррингтон родился 6 января 1934 года в Гринвиче, историческом городе на Темзе на востоке от Лондона. Он был единственным ребёнком Альберта и Констанции Каррингтон. Альберт был малообразован, но всё же умел читать и писать. Во время Второй мировой войны Альберт служил солдатом, в 1940 году был вывезен Британскими экспедиционными силами из Дюнкерка, после чего вступил в Восьмую Армию в Северной Африке. Он обладал умением становиться экспертом в любых интересовавших его областях — от почтовых марок до волнистых попугайчиков — эту же черту унаследовал и его сын.
Мать Алана, Констанция Каррингтон (урождённая Нельсон), была одним из шести детей в семье, проживавшей в восточном Лондоне. Она работала на фабрике застёжек-молний и имела несколько призов за свою работу.
На протяжении пяти лет войны Алан и его мать не видели Альберта. На детство Алана, как и на детство многих его ровесников, сильно повлияли суровые реалии войны. Он был в числе тысяч детей, эвакуированный из Лондона во время Блица; ему повезло следующие пять лет жить с матерью у любящей семьи, Клифтонов, в Годманчестере, к западу от Кембриджа. Он посещал небольшую начальную школу, где его обучали учительницы, также эвакуированные из Лондона. По субботам он вместе с матерью посещал Церковь Святой Марии и был очарован органом; так возник его интерес к музыке, бывший с ним всю его жизнь, как и любовь к рыбалке и пейзажам Англии. В 1945 году, уже в конце войны, Алан сдал экзамен «11+», чтобы продолжить обучение в средней школе. Вместе с матерью он вернулся в Лондон.

### Образование
Осенью 1945 года он поступил в среднюю школу имени Колфа, расположенную во временных постройках в Луишеме, пригороде на юго-востоке Лондона. Школа имени Колфа была основана в 1652 году, и изначально принадлежавшие ей здания были разрушены в 1944 году во время бомбардировки. Успеваемость Алана была средней; его любимыми предметами были история и география. У него был прекрасный учитель математики, однако Алану этот предмет давался нелегко. Он хорошо сдал выпускные экзамены и намеревался продолжить своё обучение. В отличие от матери, отец не поддерживал его в этом решении. Благодаря учителю математики, пришедшему к нему домой и убедившему отца, Алан продолжил учиться в школе имени Колфа и в качестве предметов на предуниверситетском уровне выбрал химию, физику и математику. Его результаты были достаточно хороши для последующего обучения.
После окончания школы Алан поступил в университет Саутгемптона на химический факультет. В сентябре 1952 года он покинул свой дом и переехал в Саус Стоунхем Хаус, в прошлом принадлежащий семье аристократов, а теперь служащий общежитием для студентов.
Главой химического факультета и первым наставником Алана был профессор Н. К. Адам, член Королевского общества, выдающийся учёный в области химии поверхностных явлений. В конце первого семестра Алан был в списке лучших студентов по результатам экзаменационной сессии. В химии его больше всего интересовал подход к физике малых молекул. Лекции и книги доктора Эдварда Картмелла и доктора Герри Фоулса повлияли на его увлечение квантовой теорией. Он стал лучшим студентом по химии, а также по дополнительным предметам — физике и математике. Последняя экзаменационная сессия проходила в июле 1955 года и по её результатам он получил диплом бакалавра с отличием второй степени. Он также был награждён возможностью продолжить обучение на химическом факультете в качестве студента-исследователя.

## Научная деятельность

### Саутгемтонский университет (1955—1957)
Алан вошёл в состав исследовательской группы доктора М. К. К. Саймонса (член Королевского сообщества с 1985 года), молодого преподавателя с химического факультета, который сотрудничал с доктором Д. Д. И. Инграмом, преподавателем с факультета электроники и исследователя в области спектроскопии электронного парамагнитного резонанса (ЭПР) — метода, который позже приведёт Алана к вершинам физической химии.
Алан задался целью найти причину интенсивного окрашивания таких оксианионов переходных металлов как перманганат калия и манганат калия. Манганат калия, получаемый из перманганата калия окислением последнего в щелочном растворе, имеет глубокую изумрудно-зелёную окраску; анион MnO42-имеет неспаренный электрон, поэтому может быть исследован с помощью метода ЭПР. Алану удалось вырастить монокристаллы хромата калия, содержащего 1 % манганата калия. Он работал с аппаратурой для ЭПР, созданной целиком в домашних условиях. Манганат-анион обладал быстрой спин-решеточной релаксацией, поэтому было необходимо охлаждать образец до весьма низких температур для регистрации спектра — такого охлаждения удалось добиться с помощью жидкого водорода. Первые две научные статьи Алана были опубликованы в Journal of the Chemical Society в 1956 году. В ходе исследования было выяснено, что интенсивное окрашивание перманганата калия возникает вследствие перехода электрона с делокализованной у четырёх атомов кислорода орбитали на вырожденную орбиталь марганца.
Спустя 2 года исследований в Саутгемптоне Алан отправился в университет Миннесоты, чтобы посетить лабораторию доктора Джона Вертца, который в то время был в отпуске в Оксфорде. В лаборатории были два превосходных спектрометра ядерного магнитного резонанса и ЭПР, и Алану позволили работать на них в течение года. Именно в этой лаборатории Алан начал свою независимую исследовательскую работу с изучения ЭПР-спектра ароматических ионов в растворе. Он был очарован протонной сверхтонкой структурой в свободных органических радикалах. После года, проведённого в Миннеаполисе, Алан вернулся в Саутгемптон, чтобы завершить кандидатскую работу по теме «Электронная структура, спектр и свойства оксианионов переходных металлов». Он написал профессору Кристоферу Лонге-Хиггинсу (члену Королевского сообщества) в Кембридж с просьбой о выделении места в группе теоретической химии.

### Кембридж, 1957—1967
Алан переехал в Кембридж в августе 1959 года. Он присоединился к Кристоферу Лонге-Хиггинсу, Эндрю Маклахлану (член Королевского сообщества с 1989) и ряду других учёных в группе теоретической химии на факультете органической и неорганической химии Кембриджского университета. Главой факультета был сэр Александр Тодд, член Королевского сообщества (Нобелевский лауреат 1957 года) и профессор неорганической химии Гарри Эмелиус, член Королевского сообщества. Факультет переехал в новое здание на Ленсфилд Роад в 1958 году; в этом здании также находился факультет физической химии. Алан знал Эндрю Маклахлана, так как последний работал в Саутгемптоне в 1957—58; именно встреча с Эндрю убедила Алана, что ему необходимо было знать больше теории.
Кристофер Лонге-Хиггинс решил, что группе теоретической химии будет полезно заняться экспериментальной работой, поэтому вместе с Аланом подал совместное заявление на денежное обеспечение для покупки нового ЭПР-спектрометра. Во время ожидания нового оборудования Алан написал обзорную статью на тему ЭПР-спектра ионов переходных металлов. Когда прибыл спектрометр, Алан продолжил свою работу над ароматическими радикалами и радикал-ионами. Среди открытий, сделанных в ходе этой работы, было открытие сверхтонкого изменения ширины линии в катионе дуросемихинона, причина чего оказалась во внутримолекулярном смещении, вызывающем изомеризацию на цис- и транс-формы.Другим результатом стало наблюдение выравнивания свободных радикальных частиц в нематических жидких кристаллах.
В 1960 году Алан был назначен научным сотрудником (позднее — помощником директора по исследованиям) в Даунинг Колледже. Поездки за границу и приглашения читать лекции в Британских университетах стали обычными событиями в жизни Алана.
В 1964 году прибытие научного сотрудника Дона Леви из Беркли и студента-исследователя Терри Миллера из университета Канзаса послужило толчком к работе над малыми свободными радикалами в газовой фазе. Первая изученная система состояла из смеси хлора и кислорода, продвигающейся через резонатор в кварцевой трубке; исследователи незамедлительно получили первый результат — прекрасный спектр радикала ClO. Вскоре за ним последовали другие двухатомные радикалы.
В 1966 году Алан получил возможность провести несколько месяцев вместе с Джимом Хайдом в Varian Associates в Калифорнии. Вместе они разработали новый микроволновой резонатор, имевший, в частности, увеличенные входные и выходные отверстия. Это сильно усовершенствовало работу с газовой фазой, а также оказалось полезным для изучения больших твёрдых образцов. Это сформировало базис устройства для двойного электронно-ядерного резонанса от данной компании.

### Саутгемптон, 1967—84
Алан занял позицию профессора химии в Университете Саутгемптона в 1967 году. Ему удалось забрать своё лабораторное оборудование вместе с собой и успешно установить его в старом актовом зале.
Алан продолжил свои исследования в Саутгемптоне. Работы по высокоразрешающему электронному резонансу были расширены до трёхатомных радикалов вроде NCO, служащими интересными примерами эффекта Реннера, при котором электронное вырождение линейной структуры приводило к связыванию движения электронов и ядра — этот эффект отсутствовал в приближении Борна-Оппенгеймера. Был получен первый спектр нелинейного трёхатомного радикала HCO с тонкой и сверхтонкой структурой. Интерес Алана сдвигался в сторону изучения газовых ионов с помощью спектроскопии: в 1977 он вместе с Питером Сарре публикует статью на тему спектра CO+, а в 1978 году — на тему суб-Доплеровской лазерной спектроскопии молекулярных ионов в потоках ионов. Был получен богатый спектр простого двухатомного HD+ и простейшего трёхатомного H3+, что создало сложную задачу для химиков-теоретиков.
В 1976 году Алан получил должность в научно-исследовательском совете и в течение 5 лет он был полностью сконцентрирован на исследованиях.
В 1979 году Алана назначали профессором исследований Королевского сообщества. Он занимал эту должность вплоть до своей отставки спустя 20 лет.

### Оксфорд, 1984—87
После 17 лет работы профессором химии в Саутгемптоне Алан начал размышлять о переезде; Оксфорд оказался привлекательным вариантом, так как два его бывших студента-исследователя, Джон Браун и Брайан Говард, были членами лаборатории физической химии (ФХЛ). Алан благополучно переехал в лабораторию на втором этаже. Он был причислен к Колледжу Иисуса и жил там в маленькой комнате с понедельника по пятницу отдельно от семьи.
Алан размышлял над новыми экспериментами, нацеленными на получения электронного спектра молекулы иона водорода, H2+ — простейшей молекулы. Прибор был разработан и создан, но ранние эксперименты не были успешными.
В конце концов, сложности, связанные с проживанием пяти дней в неделю вдали от семьи, убедили Алана вернуться в Саутгемптон, поэтому спустя три года работы в ФХЛ он с переехал обратно в университет Саутгемптона.

### Возвращение в Саутгемптон, 1987—99
Эксперименты с молекулой-ионом водорода, начатые в Оксфорде, наконец удачно завершились в Саутгемптоне. Результат был прекрасным: спектр из одной линии, возникающий из-за электронного перехода в молекулу-ион тяжёлого водорода D2+. Впоследствии Алан начал рассматривать точное измерение спектра ионного потока высоковозбуждённых электронных состояний HD+, возбуждённых колебательных состояний простейшей полиатомной молекулы H3+ и чрезвычайно высокоразрешающий спектр других простых ионов. Впоследствии Алан начал рассматривать точное измерение спектра ионного потока высоковозбуждённых электронных состояний HD+. Диссоциация электронного поля была использована для установления крайне слабо связанных пред-диссоциирующих уровней молекулярных ионов. Такие результаты стали серьёзным испытанием для теоретиков, требующим отказа от обычных упрощённых предположений в приближении Борна-Оппенгеймера. Алан продолжал работать с молекулой-ионом водорода и другими подобными молекулярными системами вплоть до своей отставки в 1999 году. Микроволновые эксперименты были расширены до более тяжёлых ионов вроде He…Ar+и He…H2+.
В конце 90х годов Алан был вовлечён в успешное создание европейского журнала Physical Chemistry Chemical Physics из союза Faraday Transactions от Королевского сообщества и Berichte der Bunsen Gesellschaft für Physikalische Chemie.
Друзья и коллеги Алана из Саутгемптона и Оксфорда организовали конференцию и социальное мероприятие в январе 1999 года в колледже Святого Джона в Оксфорде, чтобы отметить 65-летие Алана и его предстоящую отставку. Более 100 человек со всего мира посетили его. Алан произнёс речь, а его семья и друзья предоставили прекрасную музыку.

### Отставка
Алан ушёл в отставку из Королевского сообщества и из Саутгемптонского университета в возрасте 65 лет 30 сентября 2000 года. Вместе с его коллегой Джоном Брауном он писал книгу под названием «Вращательная спектроскопия двухатомных молекул». Написание началось ещё до его отставки и продолжилось в его доме в Чандлерс Форд. Потребовалось 5 лет для того, чтобы её дописать; книга была опубликована в 2003 году Кембриджской Университетской Прессой. В ней было 1013 страниц и 11 глав, в которых развивалась теория энергетических уровней диатомных молекул и подводились к итогу многие экспериментальные методы изучения высокоразрешающего спектра таких молекул в газовой фазе.

## Увлечения и личная жизнь
На протяжении своей жизни важными увлечениями Алана были музыка и спорт. В школьные годы он был участником хора Церкви Святой Троицы в Илтаме и играл дуэты на пианино вместе со своим другом Бобом Стейтоном, органистом и хормейстером. Он также совершенствовался в игре на органе в Королевском зале имени Альберта.
В школе Алан был членом команды по регби и капитаном команды по крикету, бэтсменом и вратарём.
Во время второго аспирантского года обучения в Саутгемптоне Алан вступил в Университетское оперное общество, аккомпанируя певцам на пианино. В 1956 году была поставлена опера Гилберта и Салливана «Терпение», и исполнителем главной роли была Хилари Тейлор из Бристоля, студентка на факультете английского языка. Алан влюбился в неё. Отношения между ними продлились до конца жизни Алана. Они поженились в монастырской церкви Святого Джеймса в Хорсфейре, Бристоль, 7 ноября 1959 года.
Алан и Хилари имели трёх детей, рождённых в Кембридже: Сара (1962), Ребекка (1964) и Саймон (1966). Все они впоследствии стали успешными музыкантами. Алан и Хилари были членами хора Кембриджского Музыкального Сообщества; Хилари часто выступала солистом на концертах в колледже.
После отставки Алан скрашивал свою жизнь музыкой и созданием сложных моделей классических кораблей, включающих Victory и Cutty Sark. Алан и Хилари часто посещали Больё, где был построен Victory. На протяжении большей части своей жизни Алан был заядлым курильщиком, однако ему удалось бросить эту привычку в 2000 году.

## Смерть
В 2011 году у Алана обнаружили рак поджелудочной железы. В 31 августа 2013 года он умер в госпитале Уинчестера, окружённый семьёй.

## Награды и достижения
- 1960-е годы — мемориальная премия Харрисона, медаль Мелдолы и премия Мелдолы, медаль Марлоу.
- 1970-е годы — награда Королевского химического сообщества в области структурной химии, лекторство Тильдена и медаль.
- 1971 год — избран членом Лондонского королевского общества[23].
- 1985 год — Медаль Фарадея Королевского химического общества.
- 1987 год — избран почетным иностранным членом Американской академии наук и искусств.
- 1992 год — Медаль Дэви от Королевского общества.
- 1994 год — избран иностранным членом Национальной академии наук США[24].
- 1997 год — стал президентом отдела Фарадея Королевского химического общества.
- 1999 год — получил звание Командора Ордена Британской империи.